# Acentroscelus
Acentroscelus là một chi nhện trong họ Thomisidae.